# Ledově ostří
Ledově ostří (anglicky: Blades of Glory) je americká sportovní komedie režírovaná Joshem Gordonem a Willem Speckem.

## Děj
Chazz Michael Michaels a Jimmy MacElroy jsou dva sóloví krasobruslaři. Na šampionátu se poperou o zlatou medaili a je rozhodnuto, že jim je doživotně zakázána účast na dalších soutěžích. Jeden z jejich skalních příznivců ale zjistí, že zákaz se týká pouze účasti v soutěžích jednotlivců, ale už ne účasti v soutěži párů. Vytvoří tedy první stejnopohlavní krasobruslařský pár. V soutěži párů jsou jejich soupeři především sourozenci Stranz a Fairchild Van Wanderbergovi. Chazovi a Jimmovi nakonec pomůže k vítězství Katie, nejmladší sestra sourozenců Van Wanderbergových.

## Obsazení
| Will Ferrell     | Chazz Michael Michaels   |
| Jon Heder        | Jimmy MacElroy           |
| Will Arnett      | Stranz Van Waldenberg    |
| Amy Poehlerová   | Fairchild Van Waldenberg |
| Jenna Fischer    | Katie Van Waldenberg     |
| William Fichtner | Darren MacElroy          |
| Craig T. Nelson  | trenér                   |
| Romany Malco     | Jesse                    |
| Nick Swardson    | Hector                   |
| Scott Hamilton   |                          |
| Andy Richter     |                          |
| Greg Lindsay     |                          |
| Rob Corddry      | Bryce                    |
| Nick Jameson     |                          |
| Tom Virtue       |                          |
| William Daniels  |                          |
| Rémy Girard      |                          |
| Nancy Kerrigan   |                          |
| Luke Wilson      |                          |
| Katharine Towne  |                          |
| Smith Cho        |                          |